# Serrungarina
Serrungarina är en ort och frazione i kommunen Colli al Metauro i provinsen Pesaro e Urbino i regionen Marche i Italien.
Serrungarina var en tidigare kommen som den 1 januari 2017 tillsammans med kommunerna Montemaggiore al Metauro och Saltara bildade den nya kommunen Colli al Metauro. Den tidigare kommunen hade 2 560 invånare (2016).